# Polo celeste

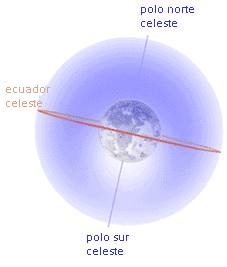
Los polos celestes norte y sur y el ecuador celeste.

Los polos celestes, norte y sur, son los dos puntos imaginarios en los que el eje de rotación de la Tierra corta la esfera celeste, una esfera ideal, sin radio definido, concéntrica con el globo terrestre, en la cual aparentemente se mueven los astros. Permite representar las direcciones en que se hallan los objetos celestes.

Proyección estereográfica de la esfera celeste con los elementos más importantes.

De noche, las estrellas parecen girar de este a oeste. La trayectoria que describe cada estrella es circular, con centro en uno de los polos celestes (norte o sur, dependiendo del hemisferio donde se encuentre el observador). Este movimiento, aparente, es debido al movimiento de rotación de la Tierra.
Los polos celestes son los polos del sistema de coordenadas ecuatoriales; es decir, son los puntos que tienen declinaciones +90° y -90°, norte y sur, respectivamente.

## Movimiento aparente de la esfera celeste
El movimiento de la esfera celeste es aparente y está determinado por el movimiento de rotación de nuestro planeta sobre su propio eje. La rotación de la Tierra, en dirección oeste–este, produce el movimiento aparente de la esfera celeste, en sentido este–oeste. Este movimiento lo podemos percibir de día, por el desplazamiento del Sol en el cielo, y en las noches, por el desplazamiento de las estrellas. Ambos se realizan en sentido este–oeste. La velocidad con que gira la esfera celeste es de 15°/hora, por lo que cada 24 horas completa un giro de 360°.

## Efecto de la precesión de los equinoccios
Por efecto de la precesión de los equinoccios, los polos celestes se desplazan con relación a las estrellas, y, en consecuencia, la estrella polar (es decir, la estrella que aparece más cercana al polo) de cada hemisferio no es la misma a través de los años, a diferencia de la Estrella del Norte. Actualmente, la estrella polar del hemisferio norte es la situada en el extremo de la «cola» de la Osa Menor, llamada «Polaris» o α Ursae Minoris, que dista del polo menos de un grado. Todavía se le irá acercando más y desde el año 2100 no distará de él más de 28'. A partir de ese momento el polo se estará alejando de Polaris, la que no volverá a ser la polar hasta unos 25 770 años después. 
Hacia el año 1930, el polo celeste pasó junto a una estrella de magnitud 11, la cual recibió por unos años el nombre de «Polarísima». Actualmente el polo se aleja de ella a razón de 20” por año.
El período del movimiento de precesión es de 25 770 años y disminuye secularmente. Por otra parte, los polos de la eclíptica, alrededor de los cuales se mueven los polos celestes, no son invariables, pues el plano de la eclíptica oscila lentamente debido a las perturbaciones que sufre la Tierra por parte de otros planetas.

## Observación del cielo en los polos
Debido a que los polos geográficos están situados justo debajo de los polos celestes, la zona de la esfera celeste visible es cortada por la línea del ecuador celeste, haciendo que se pueda ver solo la mitad de este. Por lo tanto, se puede ver todo el sector de la esfera correspondiente al hemisferio en el que está el polo hasta el ecuador, mientras que el hemisferio opuesto es totalmente invisible. Además, así como ninguna estrella que se encuentra en el hemisferio opuesto es visible en ningún momento del año, en el hemisferio correspondiente, todas las estrellas son circumpolares; es decir, no se ocultan en ningún momento de la noche ni del año. Esto solamente ocurre al estar situado exactamente sobre el polo, ya que si se está situado en diferente lugar, por muy cerca del polo que se esté, esto daría lugar a que, solo por un día y por unos segundos, alguna estrella del hemisferio opuesto sea visible, mientras que a la vez, alguna del hemisferio correspondiente desaparezca bajo al horizonte.